# Іпатіївський літопис
Іпа́тіївський літо́пис — руське літописне зведення 1420-х років. Містить «Повість временних літ», Київський і Галицько-Волинський літописи. У XVII столітті зберігався в Іпатіївському монастирі (Кострома, Московське царство), від якого отримав назву. Знайдений у 1809 році Миколою Карамзіним у Бібліотеці російської Академії наук (Санкт-Петербург, Російська імперія), існував у декількох списках. Зберігається в цій бібліотеці під Шифром 16.4.4. Виданий у 1843 році в Санкт-Петербурзі у серії «Полное собрание русских летописей», Том 2. Перевиданий у тій же серії у 1871, 1908, 1923 і 1998 роках. Український переклад «Літопис руський» Леоніда Махновця вийшов у 1989 році. Цей літопис є важливим джерелом з середньовічної історії держав і народів Східної Європи. Інші назви — Іпа́тський літо́пис.
Літопис за Іпатським списком, на відміну від Лаврентіївського, має виразне українське походження, у якому відображені українська фразеологія, орфоепії та лексика. Більшість діалогів у «Повісті врем'яних літ» передана фактично українською мовою. Академік О. О. Шахматов називав Іпатський список українським літописом  не тільки за змістом, а й за мовою.

## Структура
«Лѣтописець руский» — це зведення є компіляцією двох пам'ятників: київського зведення 1198 р. і продовжуючого його галицько-волинського (непорічного) повіствування, яке було доведено до кінця XIII ст. Є підстави припускати, що поєднання галицько-волинського літописання з київським зведенням здійснили у Володимирі за князя Володимира Васильковича.
Зведення містить третю редакцію Повісті временних літ з продовженням до 1117 року, Київський літопис кінця XII ст. та Галицько-Волинський літопис.

## Списки

### Іпатіївський (Академічний) список
Написаний на 307 аркушах. Датується кінцем 1420-х років. У XVII столітті цей список був в Іпатіївському монастирі під Костромою, звідки літопис і отримав назву. 1809 року його знайшов у Бібліотеці Академії наук історіограф Миколай Карамзін. Список написаний п'ятьма почерками, до єдиної думки щодо місця його написання дослідники так і не прийшли. Зберігають у російській Бібліотеці Академії наук. Київський і Галицько-Волинський літописи як складові частини Іпатського літопису є пам'ятками української мови.

### Хлєбниковський список
Сер. XVI ст. Датується приблизно 1560 роком, створений, ймовірно, в Києво-Печерському монастирі. Ряд листів в ньому переплутані, інші втрачені і відновлені по давнішому списку. Виявлено серед рукописів купця Петра Хлєбнікова 1809 року Карамзіним і введений в науковий обіг.

### Четвертинський (Погодінський).
Датується приблизно 1620 роком. Є копією Острозького. Свого часу належав Михайлові Погодіну. Після придбання колекції Погодіна 1852 року Миколою I разом з іншими рукописами потрапив до Публічної бібліотеки.

### Єрмолаївський
Датується 1710-ми роками, ймовірно виготовлений у Києві для князя Дмитра Голіцина. Цей список текстологічно стосується Хлібниковського, але має яскравіші лексичні ознаки українського походження і безліч різночитань, надрукованих у виданні 1908 року окремо, в особливому Додатку.
Зіставлення з Хлібниковським списком показує, що більшість різночитань Єрмолаївського списку з'явилися в результаті помилок переписувача, який був дуже неуважним і погано розумів давньоруський текст. Помітки на рукописах свідчать, що список в різні часи належав Василю Олексійовичу Голіцину, московському купцеві Матвію Гаврилову, який продав його 1769 року Івану Козміну. Потім список потрапив в колекцію Олександра Єрмолаєва, а 1814 року його придбала Публічна бібліотека.

### Марка Бундура (Я. Яроцького).
Датується 1651 роком, до Бібліотеки Академії наук надійшов 1910 року від Яроцького, директора комерційного училища в місті Кременці Волинської губернії. Являє собою обробку Хлібниковського списку.

### Краківський список
Виготовлений для польського історика Адама Нарушевича близько 1795-1796 років. Це — копія Погодінського списку, який для зручності замовника переписали латинськими літерами. Цінний як джерело реконструкції декількох фрагментів Погодінського списку, втрачених після 1796-го.

## Опис
Це книга великого формату (30х23 см). Аналіз паперу і почерків показав, що книгу переписано близько 1425 року. Рукопис має старовинну шкіряну оправу з мідними застібками і нараховує 307 нумерованих аркушів (включаючи й перший, колись чистий, а тепер із різними пізнішими приписками), або 614 сторінок.
У рукопису, де текст розташовано у два стовпці, 40 зошитів (не рахуючи першого аркуша) по 8 аркушів; але 5-й зошит має 7 аркушів, 8-й — 6, 10-й — 3, 14-й — 6, 40-й — 7. Вирвано лише один, восьмий аркуш п'ятого зошита; він мав бути між арк. 40 зворотним (с. 80) і арк. 41 (с. 81) нинішньої нумерації. Отже, літопис дійшов до нас у задовільному стані.

## Поділ

Титульна сторінка повного видання 1871 р.

Загальновизнаним у науці є поділ зводу на три основні частини (в свою чергу, кожна з цих частин має вельми складну структуру):
- Передує тексту Перелік київських князів від Аскольда і Діра до взяття Києва Батиєм. Лист 2 (с. 1-2).
- «Повість временних літ» з продовженням до 1117 р. (Листи 3-106 об. — за виданням в ПСРЛ: т. II, с. 2-285)
- Київський літопис XII століття — літописання подій 1118-1198 рр. (Листи 106об.-245 — стб. 285—715). Особливо докладно викладені події 1146-1152 років (Листи 118—167 — стб. 319—465).
- Галицько-Волинський літопис (про події до 1292-го). Листи 245—307 (стб. 715—938)

Згідно з концепцією Бориса Рибакова, надзвичайно докладний опис подій 1146—1154 року запозичений з особливого «Літопису Петра Бориславича». Вони викладені в середньому в двадцять разів докладніше, ніж події попередніх тридцяти років. Детально описано похід Ігоря Святославича на половців 1185 року, цей опис вважають особливою повістю.
На думку Шахматова, в літописі використано загальноруський звід початку XIV ст. Таким чином, ймовірно, літопис складено в кінці XIII ст.
На думку відомого сучасного філолога Ужанкова, перша частина Галицько-Волинського літопису створювалася як абсолютно самостійний літературний твір — життєпис князя Данила Романовича Галицького. Згідно з концепцією О. В. Горовенка, що є розвитком роботи Ужанкова, «Життєпис Данила Галицького» було приєднано до Київського літопису незабаром після 1268-го у Володимирі-Волинському на замовлення князя Володимира Васильковича. Іншими словами, «галицька» частина майбутнього Галицько-Волинському літопису було приєднана до Київського літопису перш ніж з'явилася «волинська» частина — продовження з описом пізніших подій. Це продовження складено було іншим книжником у Володимирі Волинському багато пізніше, в 1288-1290 рр.
О. В. Шеков припустив, що деякі відомості Іпатіївського літопису сягають чернігівського літопису.

## Видання
- Полное собрание русских летописей (ПСРЛ), Т.2. III. Ипатьевская летопись. Санкт-Петербург, 1843. (Електронна бібліотека Інституту історії України [Архівовано 18 березня 2022 у Wayback Machine.], Росийская Государственная Библиотека [Архівовано 21 серпня 2019 у Wayback Machine.])
- Повесть временных лет по Ипатскому списку  . — Санкт-Петербург: Археографическая комиссия, 1871. — 699 с.
- Полное собрание русских летописей (ПСРЛ). — Т. 2. Ипатьевская летопись [Архівовано 22 червня 2019 у Wayback Machine.] (2-е издание). — Санкт-Петербург: Археографическая комиссия, 1908. — XVI с. — 938 стлб. — 87 с. (pdf, 4,5 Mb [Архівовано 10 червня 2015 у Wayback Machine.]; фото [Архівовано 5 березня 2013 у Wayback Machine.])

## Переклади
українською
- Літопис руський / Пер. з давньорус. Л. Є. Махновця; Відп. ред. О. В. Мишанич. Київ: Дніпро, 1989. — XVI+591 с. ISBN 5-308-00052-2  [Архівовано 12 жовтня 2012 у Wayback Machine.]  [Архівовано 12 грудня 2019 у Wayback Machine.]

### Довідники
- В. В. Німчук. Пам'ятки української мови [Архівовано 22 липня 2019 у Wayback Machine.] // Українська мова. Енциклопедія.
- Франчук В. Ю. Іпатіївський літопис [Архівовано 10 серпня 2016 у Wayback Machine.] // Енциклопедія історії України : у 10 т. / редкол.: В. А. Смолій (голова) та ін. ; Інститут історії України НАН України. — К. : Наукова думка, 2005. — Т. 3 : Е — Й. — С. 531. — ISBN 966-00-0610-1.

- Іпатіївський кодекс // Літературознавча енциклопедія : у 2 т. / авт.-уклад. Ю. І. Ковалів. — Київ : ВЦ «Академія», 2007. — А — Л. — С. 435.
- Іпатський літопис // Українська мала енциклопедія : 16 кн. : у 8 т. / проф. Є. Онацький. — Накладом Адміністратури УАПЦ в Аргентині. — Буенос-Айрес, 1959. — Т. 2, кн. 4 : Літери Ж — Й. — С. 552. — 1000 екз.